# 216390 Binnig
216390 Binnig è un asteroide della fascia principale. Scoperto nel 2008, presenta un'orbita caratterizzata da un semiasse maggiore pari a 3,1434283 au e da un'eccentricità di 0,1303151, inclinata di 6,06710° rispetto all'eclittica.
L'asteroide è dedicato al fisico tedesco Gerd Binnig.